# Sinagoga de Karlsruhe

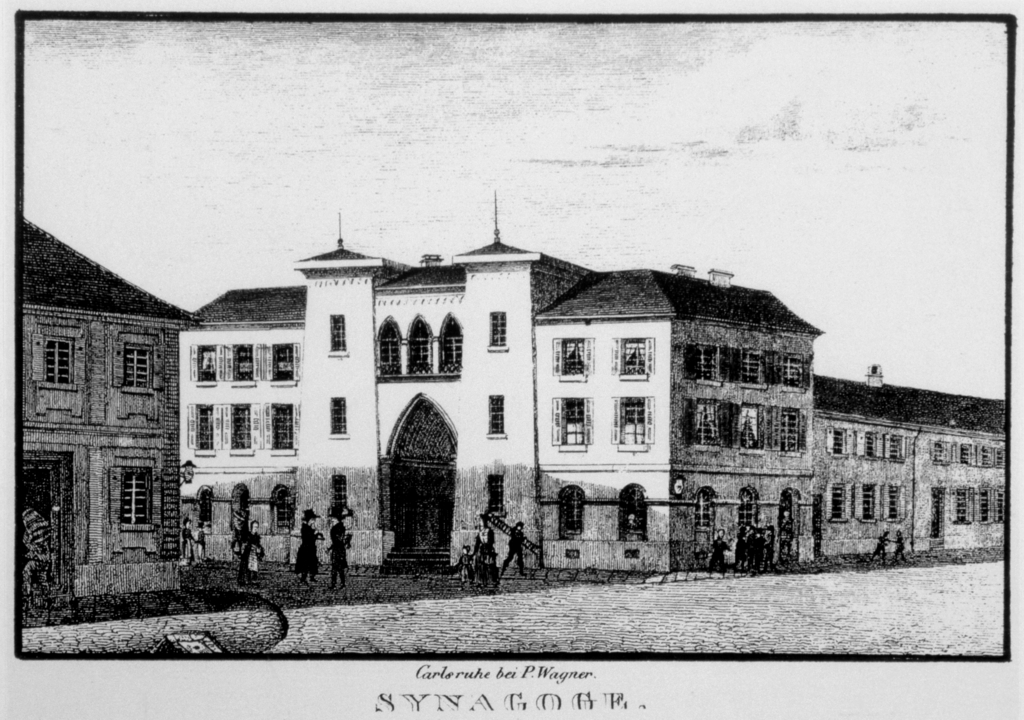
Sinagoga de Karlsruhe em 1810.

A atual Sinagoga de Karlsruhe está localizada na Knielinger Allee 11, construída por petição da nova comunidade judaica de Karlsruhe em 4 de julho de 1971. 

## História
A primeira comunidade judaica de Karlsruhe se estabeleceu depois da fundação da cidade de Karlsruhe em 1715, porém foi somente em 10 de junho de 1798 que foi iniciada a construção da primeira sinagoga da cidade. Na noite de 29 de maio de 1871 foi destruída por um incêndio, sendo reconstruída no mesmo local dez anos depois.
Os nazistas destruíram a sinagoga em 1938 durante a "Noite dos cristais". A nova sinagoga é também sede da nova comunidade judaica de Karlsruhe. 

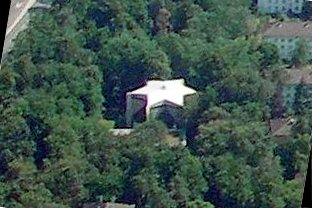
Vista aérea da nova sinagoga de Karlsruhe.